# Poa platyantha
Poa platyantha är en gräsart som beskrevs av Vladimir Leontjevitj Komarov. Poa platyantha ingår i släktet gröen, och familjen gräs. Inga underarter finns listade i Catalogue of Life.